# 帕爾米拉
帕爾米拉（阿拉伯语：‎；也譯作帕邁拉）是敘利亞中部的一座城市，屬於荷姆斯省。它位於敘利亞沙漠中部的一片綠洲，距大馬士革東北215公里（134英里） ，距幼發拉底河西南180公里（110英里）。被聯合國教科文組織列為世界遺產的古代帕爾米拉遺址位於帕爾米拉市中心西南約500公尺（1 ⁄ 3英里）處。
根據敘利亞中央統計局所做之2004年敘利亞的人口普查數據顯示，帕爾米拉人口為51,323人。